# Rodrigues
Rodrigues (fr. Île Rodrigues, kreolski Mauritiusa Rodrig) – wyspa na Oceanie Indyjskim w archipelagu Maskarenów; politycznie stanowi region autonomiczny Mauritiusa. Jest położona 560 km na wschód od Mauritiusa. Ma powierzchnię 108 km² w większości bazaltowej powierzchni, która jest silnie pofalowana i poprzecinana licznymi głębokimi dolinami potoków lawy. Wyspa jest otoczona przez rafę koralową. Na wyspie panuje klimat równikowy, wybitnie wilgotny. Najwyższy szczyt Mount Limon ma wysokość 400 m n.p.m. Stolicą wyspy jest Port Mathurin.

Flaga Rodrigues

Liczba ludności w 2014 wynosiła 41 669. Głównym językiem jest francuski, a główną religią katolicyzm. Większość mieszkańców jest pochodzenia afrykańskiego, jest też trochę osób pochodzenia europejskiego, indyjskiego i chińskiego. 
Podstawą gospodarki wyspy jest rybołówstwo, hodowla trzody chlewnej, drobiu, kóz i bydła, uprawa kukurydzy i warzyw oraz turystyka.
4 lutego 2003 Serge Clair został głównym komisarzem Rodriguesu i dyrektorem naczelnym rady wyspy, założonej niedługo po otrzymaniu przez wyspę autonomii. Obecnie Rodrigues ma własne regionalne zgromadzenie, które bierze udział w zgromadzeniu ogólnym z Mauritiusem.

## Historia
Archipelag Maskarenów był znany Arabom od X wieku, z XII wieku pochodzi mapa ukazująca trzy wyspy: Dina Arobi (Mauritius), Dina Margabin (Reunion) i Dina Moraze (Rodrigues). Obecna nazwa wyspy została nadana na cześć portugalskiego marynarza Diogo Rodriguesa w 1528 r.
Od 1601 r. do wyspy docierali Holendrzy, w 1691 r. hugenocki kolonista François Leguat, rozpoczynając erę kolonizacji holenderskiej, trwającą do 1693 r. W XVIII wieku Francuzi sprowadzili na wyspę niewolników z Afryki. W 1809 r. po krótkich walkach władzę na wyspie objęli Brytyjczycy (oficjalnie w 1810 r.), którzy podjęli decyzję o likwidacji niewolnictwa. W 1968 r. Rodrigues został połączony z Mauritiusem. Od 2001 r. ma status regionu autonomicznego.